# جغرافيا النرويج
النرويج بلد يقع شمال أوروبا في شمال وغرب شبه الجزيرة الاسكندنافية، يحدها بحر الشمال من الجنوب الغربي والسكاغيراك إلى الجنوب، وشمال المحيط الاطلسي (بحر النرويج) في الغرب وبحر بارنتس في الشمال الشرقي. للنرويج حدود طويلة مع جارتها السويد إلى الشرق، وحدود أقصر منها مع فنلندا في الشمال الشرقي، وروسيا كذلك.
للنرويج شكل طويل شبه رقيق، لها أحد أطول السواحل في العالم مع 50.000 جزيرة. تمتد أراضي النرويج على 13 خط عرض، من خط عرض 58 شمالا إلى خط عرض 71 (مع احتساب جزر سفالبارد تصل النرويج إلى خط عرض 81 شمالا)، وتغطي من خط الطول 5 شرقا إلى خط الطول 31 غرباً.
النرويج من الدول المتواجدة في أقصى شمال الكرة الأرضية، ومن أكثر الدول الأوروبية جبلية حيث يتواجد بها سلسلة جبال اسكندنافيا، حيث تصل معدلات الارتفاع إلى 460 م و 32٪ من أراضي البلاد تتواجد في خط التشجير.
سلسلة القمم المتواجدة في النرويج متكاملة مع التي في إسكتلندا، ايرلندا وعبوراً بالمحيط الأطلسي، في جبال الأبلاش بأمريكا الشمالية. يقول الجيولوجيون أن الأشكال الحالية ما هي إلا نتيجة انقسام القارة القديمة بانجيا.[بحاجة لمصدر]

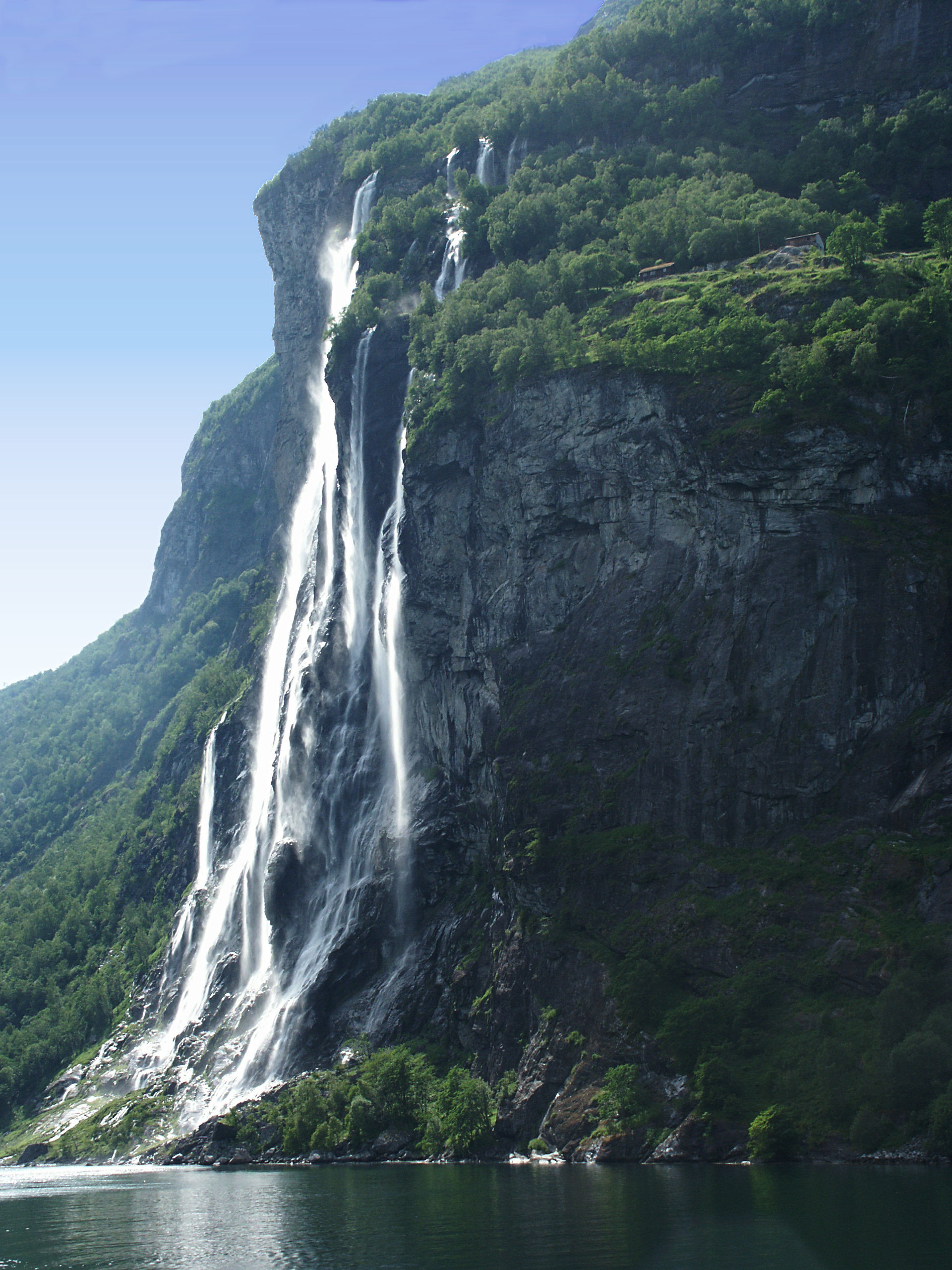
الشلالات أكثر شيوعا في الجانب الغربي من السلسلة الجبلية، وهنا شلالات الأخوات السبع في غيرانجر.

افتراضيا كانت النرويج بأكملها مغطاة بالجليد خلال العصر الجليدي الأخير، كذلك خلال العصور الجليدية الماضية. خلال الفترة الجليدية خلق الجليد ما هو عبارة عن وديان. عند ذوبان الثلوج، تكون ما تشتهر به النرويج اليوم الفيوردات. ما تزال الأرض تعود إلى الحالة الطبيعية لها، بعد تأثير كتل الثلوج الضخمة. نسب التطبع تكون أكبر في المناطق الشرقية من البلاد والمناطق الداخلية للفيوردات الطويلة، حيث كان الغلاف الثلجي أسمك. بعد آلاف من السنين اللاحقة للعصر الجليدي الأخير، غطت مياه البحر ما هو اليوم الأراضي الجافة، حيث وصل مستوى البحر إلى 221 م في أوسلو، 25 م في ستافانغر، 5 أمتار في ستاد، 180 متر في تروندهايم، حيث خلف انحسار البحر عن هذه المناطق أجود المساحات الزراعية في النرويج.
المجلدات في أعالي الجبال اليوم لا تنتمي إلى العصر الجليدي الأخير، بل إنها حديثة أكثر.
المناخ الإقليمي كان 1 إلى 3 درجات مئوية أدفئ في الفترة بين 7000 قبل الميلاد و3000 قبل الميلاد، حيث ذابت تقريبا كل مجلدات أعالي الجبال. وكنتيجة لهذا الذوبان، تشكلت سونيفيوردن التي هي ثاني أعمق فيورد في العالم وهورنيندالسفاتنيت هي أعمق بحيرة في أوروبا.

## إحصاءات

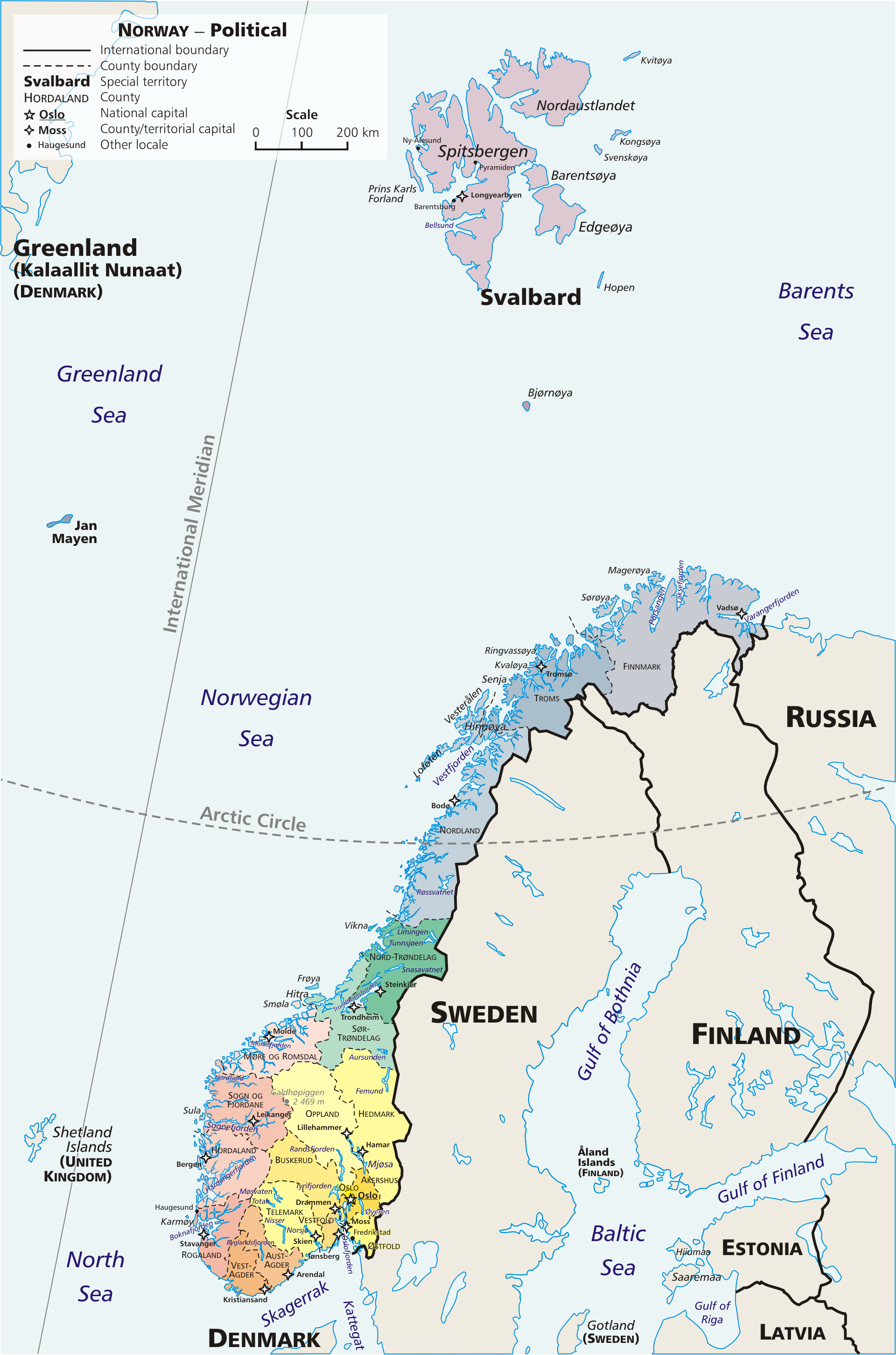
النرويج - الجهات والمقاطعات

### الإحداثيات الجغرافية
62°N 10°E / 62°N 10°E

### الخريطة المرجعية
أوروبا

### المساحة
المجموع:
324.220 كم2

البر:
307.860 كم2

المياه:
16.360 كم2

(باحتساب سفالبارد وجان ماين: 385,199 كم2)

### مقارنة الأراضي
مساحة النرويج أصغر قليلا من مساحة فيتنام و أكبر قليلا من مساحة ولاية نيو مكسيكو الأمريكية.
مع احتساب مساحة سفالبارد وجان ماين، تكون مساحة النرويج أكبر من مساحة اليابان.

### الحدود البرية
المجموع:
2,515 km

حدود الدول:
فنلندا 729 كم، السويد 1.619 كم، روسيا 196 كم.
الساحل البحري:
25.148 كم (قارياً); 83.281 كم (باحتساب الجزر) 

### المياه الإقليمية
منطقة التخوم:
10 ميل بحري

الساحل القاري: 200 ميل بحري

المنطقة التجارية الحصرية:
200 ميل بحري

المياه الساحلية:
12 ميل بحري

## التضاريس

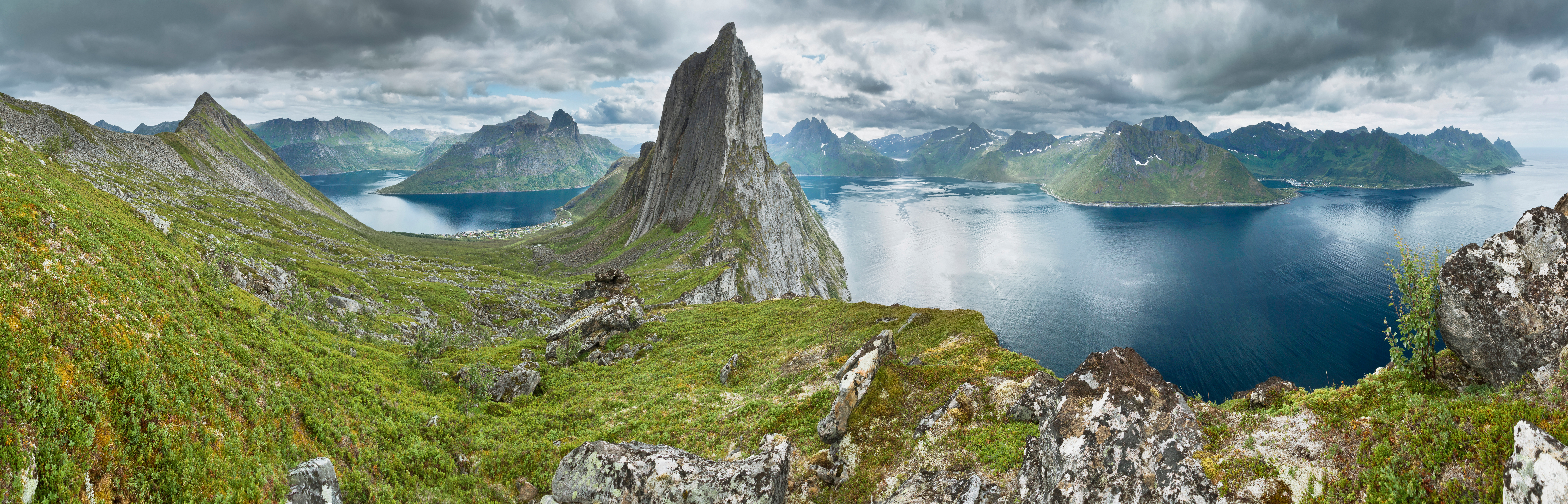
منظر من حافة بين سيغلا وهستن، سينجا، النرويج

### سلسلة الجبال الإسكندنافية
سلسلة الجبال الإسكندنافية هي التي تعتبر الخاصية المميزة لهذا البلد. بداية مع سيتيسدالشين شمال ساحل سكاغيراك الجنوبي، تتجه الجبال نحو الشمال، محتوية مساحات واسعة من النرويج، ومتكونة من عدة فيوردات من فستلانديت. هذا الجزء يتضمن هاردانجرفيدا، يوتونهايمن (مع جبل غالدهوبيغن 2469 م)، سونيفييل وترولهيمن في الشمال، مع مجلدات واسعة كمجلدات يوستيدالبرين، فولغيفونا وهاردانغيريوكولان. تمتد السلسلة الجبلية نحو الشرق وذلك جنوب تروندهايم، مثل دوفرفييل و روندان، وتصل إلى الحدود مع السويد.

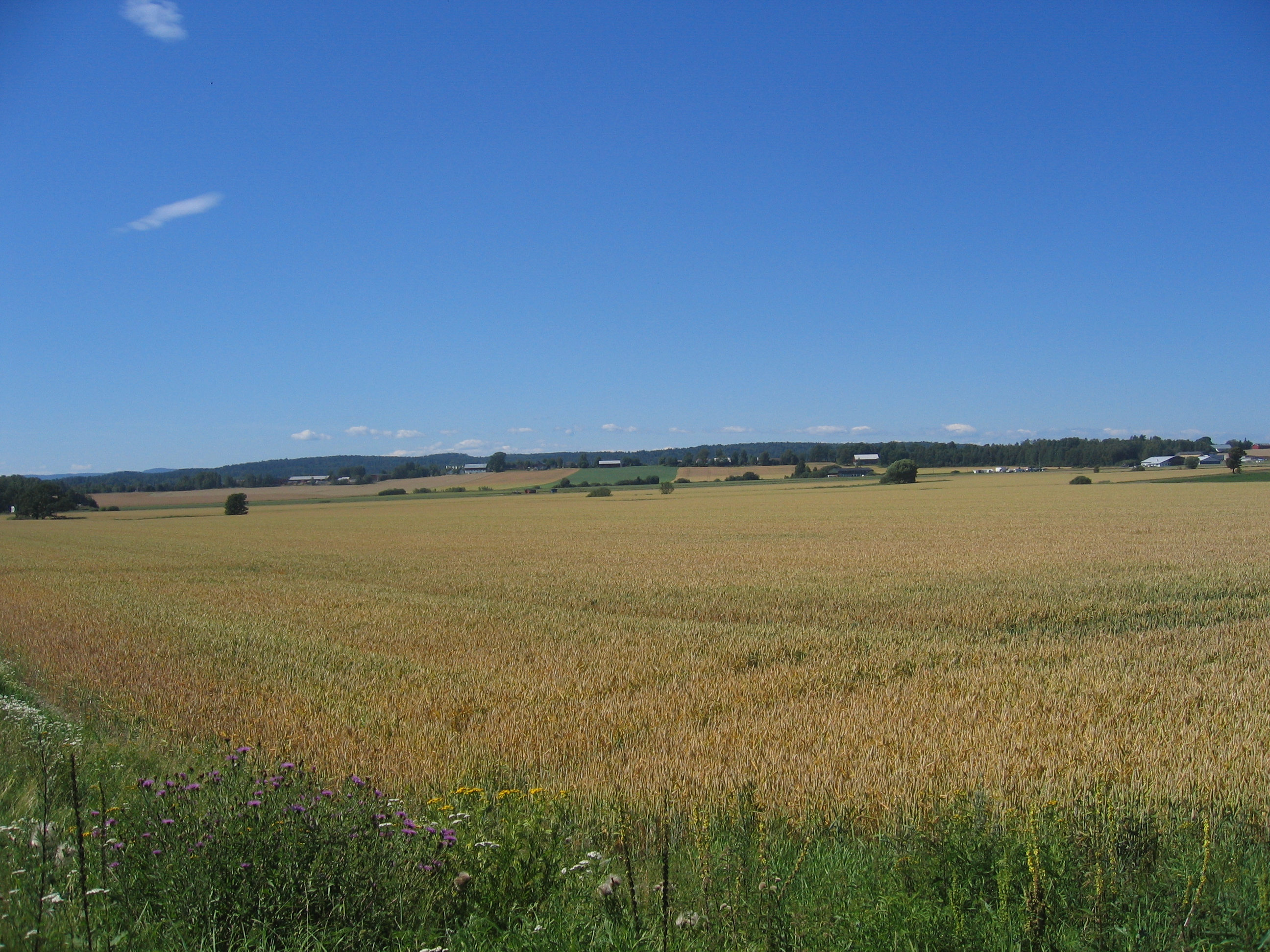
أرضي مزروعة في تونسبيرغ، جنوب شرق النرويج.

هذه السلسلة الجبلية تقسم النرويج إلى مناطق طبوغرافية، الأودية تتجه من الجبال إلى كل الإتجاهات.

### الساحل الجنوبي
منطقة السكاغيراك الجنوبية وساحل بحر الشمال يعتبران أراضي منخفضة جنوب السلسلة الجبلية، من ستافانجر غربا إلى الجزء الخارجي من أوسلوفيورد شرقا في هذه المناطق من البلاد تتجه الوديان بتوجيه شمال - جنوب. هذه المنطقة هضبية، لكن توجد مناطق جد منخفضة في يارين وليستا.

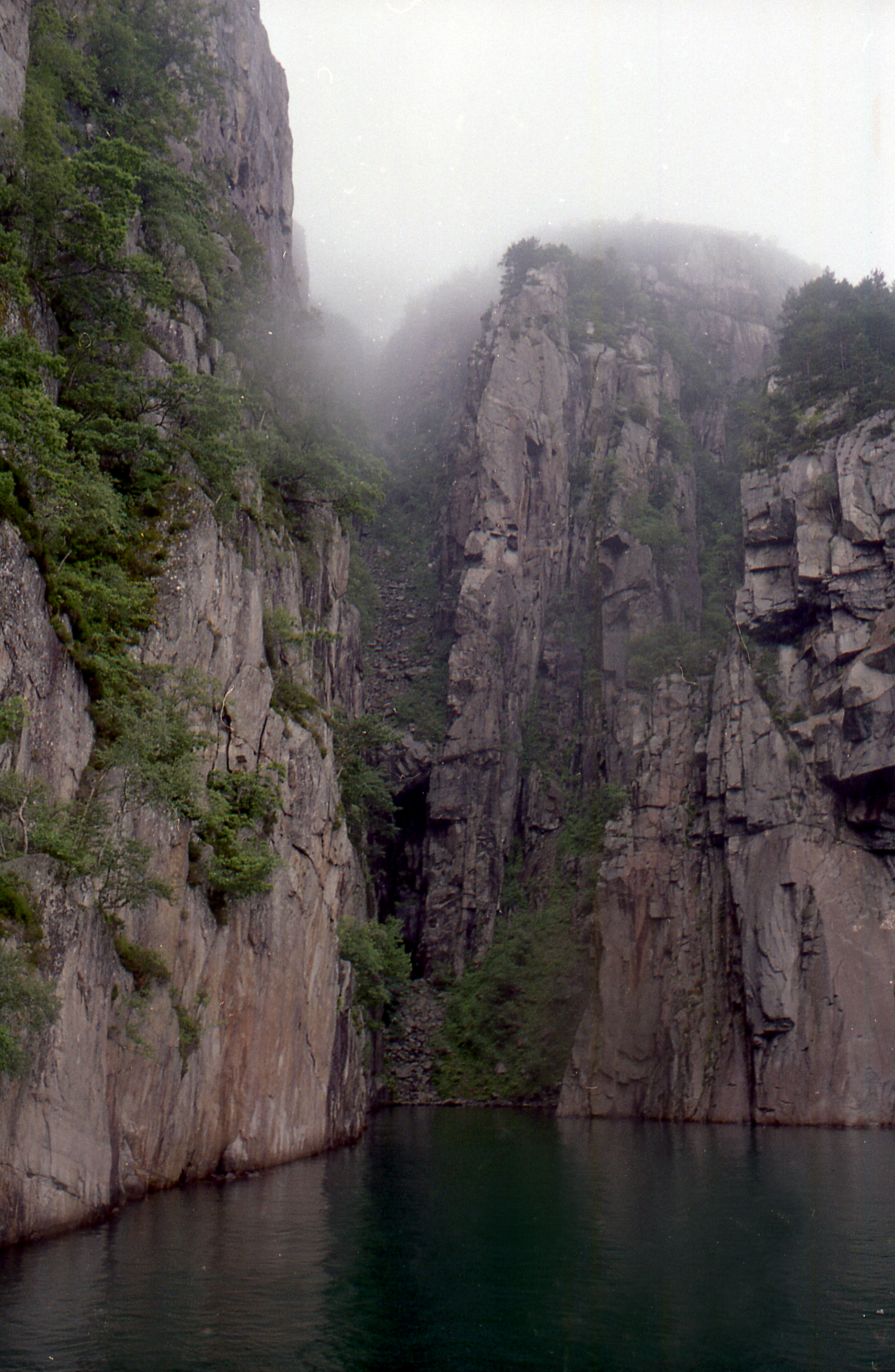
منحدرات على طول ليسفيورد في الجنوب الغربي للنرويج.

يتضمن الجنوب الشرقي من الجبال (أوستلاندت، معظم تيليمارك ومنطقة روروس) أودية ذات توجيه شمال - جنوب في الجزء الشرقي، واتجاه شمال غربي - جنوب غربي في الغرب، حيث تتجمع الأودية في أوسلوفيورد. تتضمن هذه المناطق بحيرة ميوسا ونهر غلوما.

### الفيوردات الغربية
الأراضي غرب سلسلة الجبال الإسكندنافية هي أكثر جبلية، حيث تتجه الجبال نحو الساحل، وتقل ارتفاعاتها. هناك تقع فيوردات واسعة كهاردانغرفيورد وسونييفيورد.

### جهة تروندهايم
الأراضي شمال دوفر (يعني تروندلاغ دون روروس) تتضمن مناطق ذات مرتفعات وجبال، وأودية تتجمع في تروندهايمسفيورد.

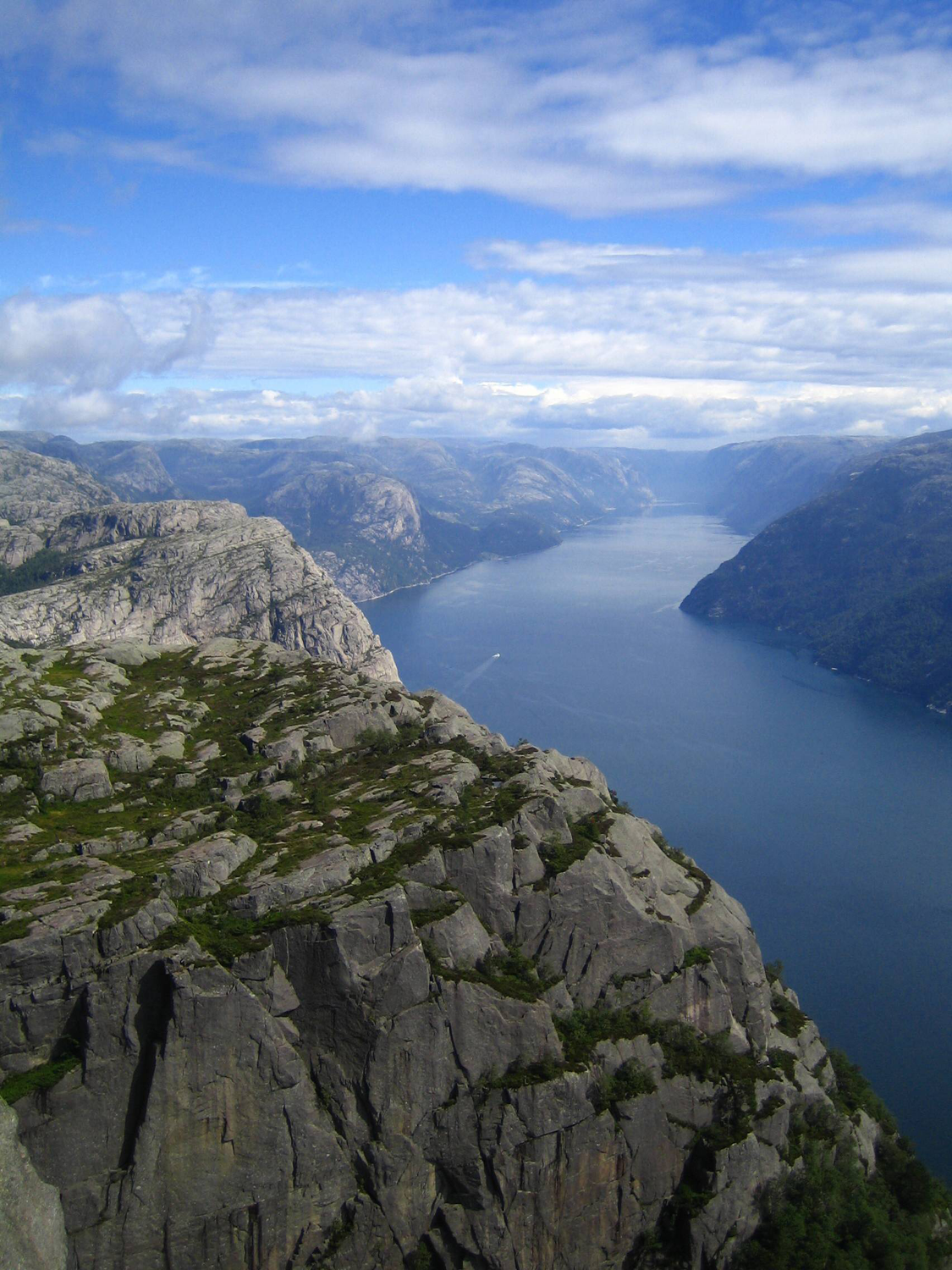
ليسفيوردن مشاهدة من بريكيستولن في مقاطعة ريفيكل في غرب النرويج.

### سفالبارد
نحو الشمال، في المحيط المتجمد الشمالي، يبرز أرخبيل سفالبارد، حيث تتواجد الجبال المغطاة بالجليد، خصوصا في الجزء الشرقي من الأرخبيل، حيث تغطي المجلدات أكثر من 90٪. أستفونا هي أضخم مجلدة في أوروبا.

### يان ماين
في الشمال الغربي البعيد، وفي منتصف الطريق نحو غرينلاند، تقع جزيرة يان ماين، حيث يتواجد جبل بيرينبيرغ، البركان النشط الوحيد في النرويج.

### جزيرة بوفيت
تقع جزيرة بوفيت في المحيط الأطلسي على خط عرض 54 جنوباً، وهي جزيرة مليئة بالمجلدات، وهي تعتبر من بين أكثر الجزر انعزالا حيث لا يقطنها سوى الفقمات

تنوع طبوغرافيا السويد
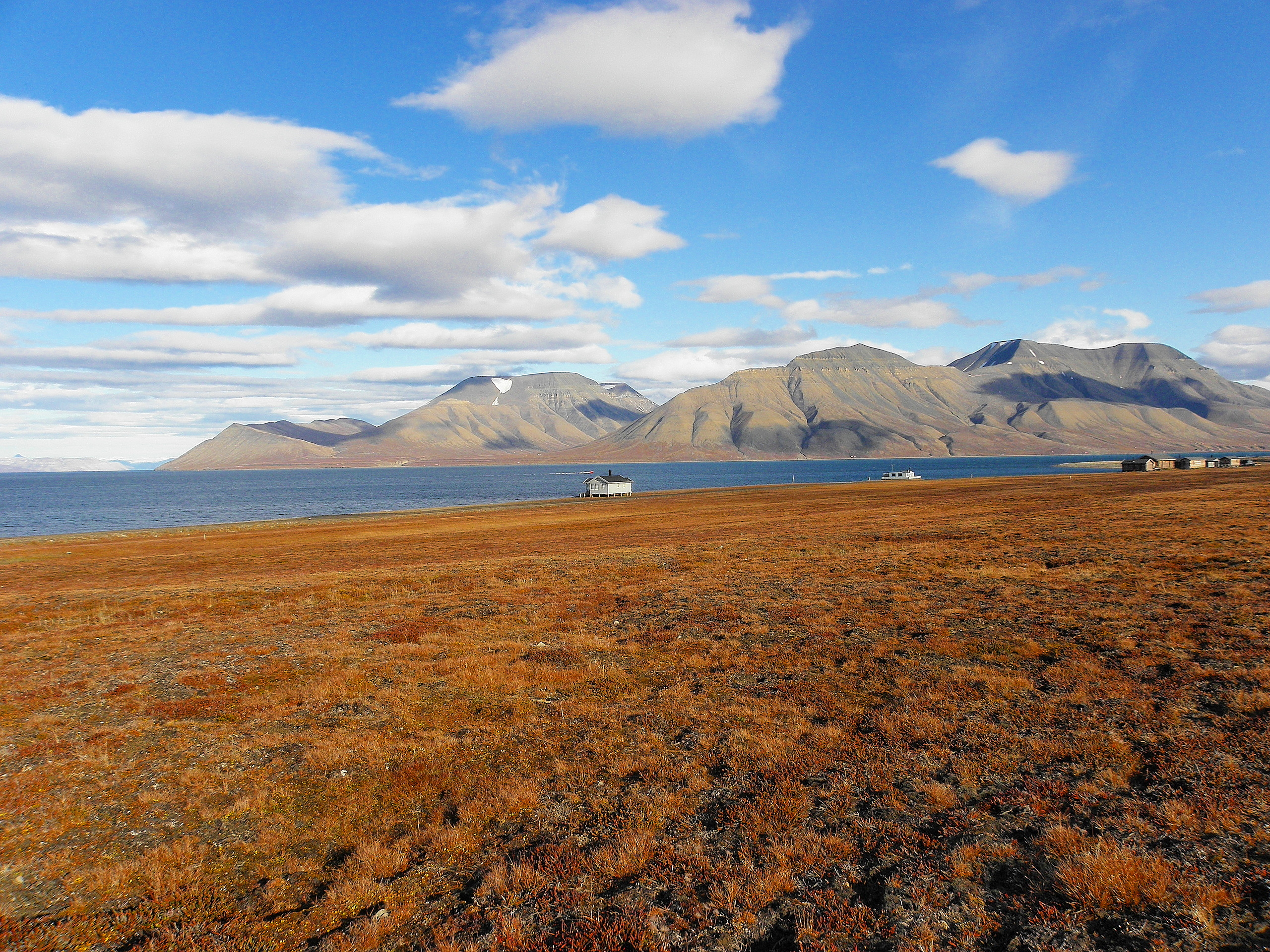
غابات التوندرا في سفالبارد
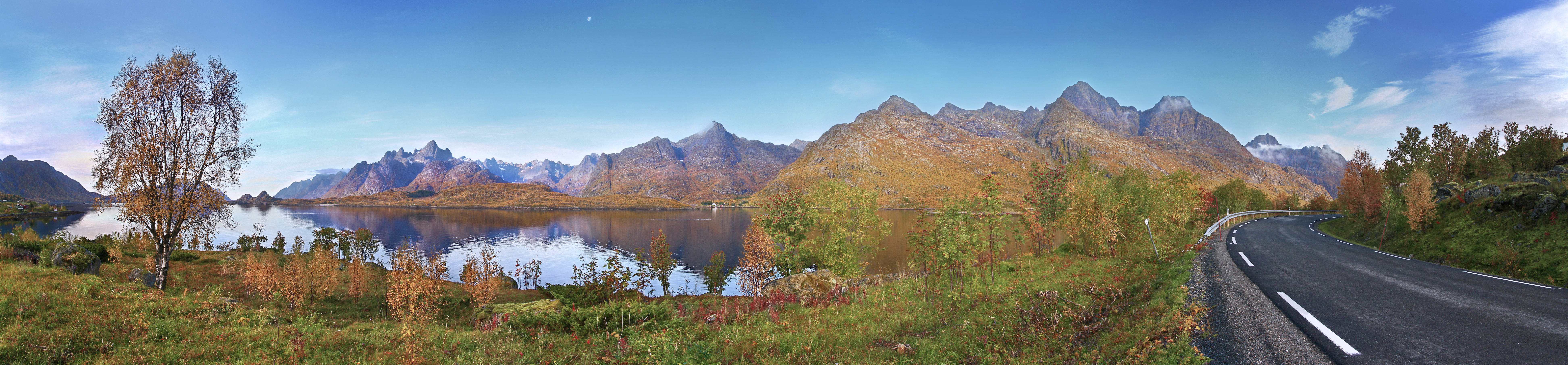
رافسونديت في سبتمبر، شمال النرويج
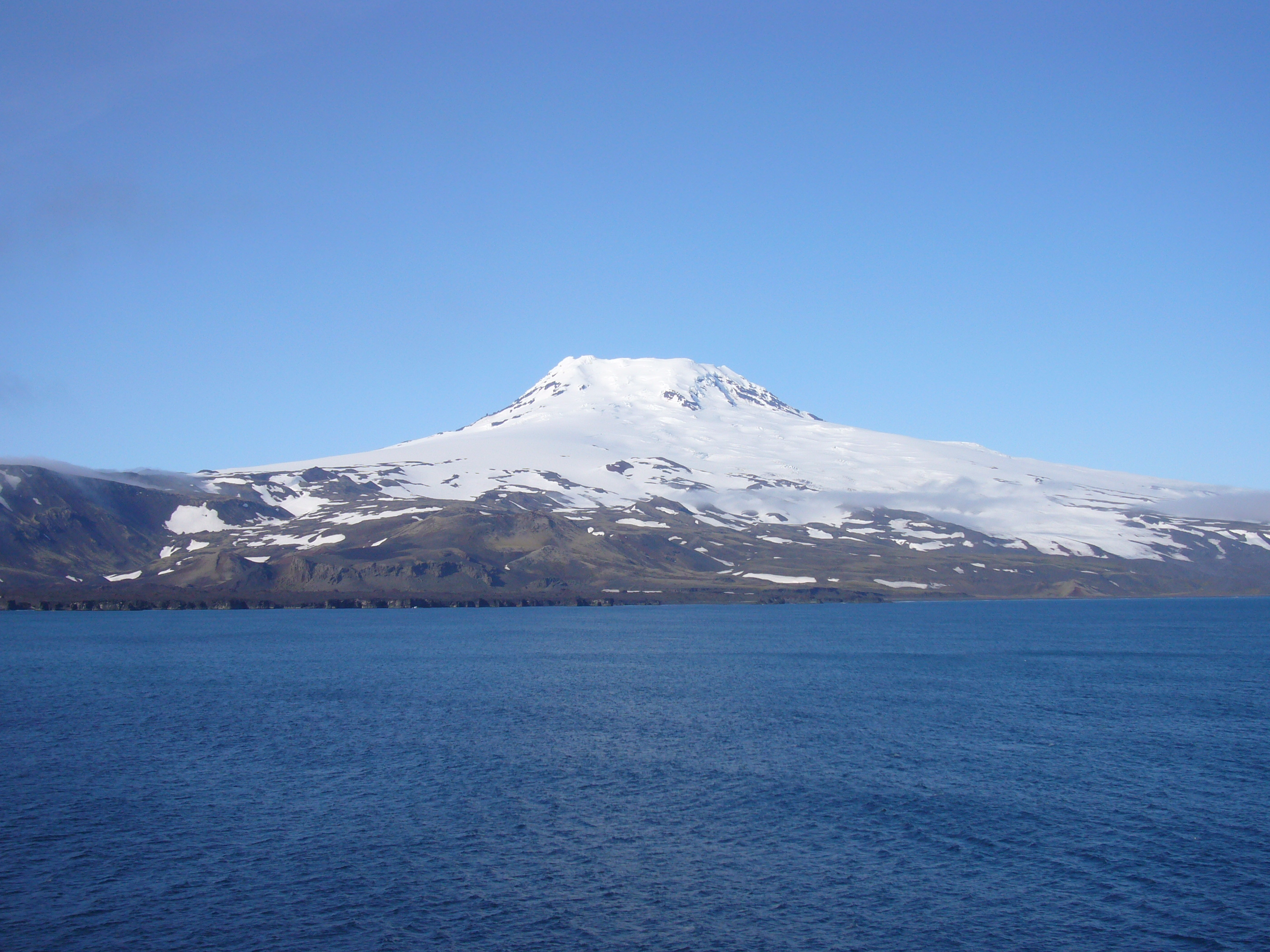
بيرينبيرغ (2277 م) هو البركان المتواجد في أقصى شمال الكرة الأرضية

## الإضاءة، المنطقة الزمنية وحركة البحر

### الإضاءة الشمسية
المناطق الواقعة شمال الدائرة القطبية الشمالية تعرف ظاهرتي شمس منتصف الليل وليالي منتصف النهار، طول بقاء هاتين الظاهرتين يعتمد على خط العرض.
في لونغييربيين، الجزء العلوي من قرص الشمس يكون فوق خط الأفق من 19 أبريل إلى 23 أغسطس، والظلام الشتوي يمتد من 27 أكتوبر إلى 14 فبراير. التواريخ المناسبة على التوالي لمدينة ترومسو هي 17 مايو إلى 25 يوليو، 26 نوفمبر إلى 15 يناير.
ظلام الشتاء في الأراضي النرويجية ليس مظلما كفاية؛ حيث أن هناك فترة فجر في أواسط النهار في ترومسو، لكن في لونغييربيين يكون ظلام تام في نفس الفترة. حتى في المناطق الجنوبية يكون فرق طول النهار عبر السنة محسوساً؛ فمثلاً في أوسلو تشرق الشمس في الساعة 03:54 فجراً وتغرب في الساعة 22:54 في الانقلاب الصيفي، لكن تكون فوق خط الأفق فقط ما بين 09:18 و 15:12 في الانقلاب الشتوي.
| الشهر | يناير         | فبراير        | مارس          | أبريل         | مايو          | يونيو           | يوليو           | أغسطس         | سبتمبر        | أكتوبر        | نوفمبر        | ديسمبر        |
| --- | ------------- | ------------- | ------------- | ------------- | ------------- | --------------- | --------------- | ------------- | ------------- | ------------- | ------------- | ------------- |
| كريستيانساند (مواقيت الشروق والغروب في 15 من الشهر) | 09:04 - 16:12 | 08:00 - 17:25 | 06:45 - 18:30 | 06:18 - 20:40 | 05:03 - 21:45 | 04:23 - 22:34   | 04:47 - 22:20   | 05:49 - 21:15 | 06:56 - 19:50 | 08:02 - 18:24 | 08:14 - 16:10 | 09:08 - 15:37 |
| تروندهايم (مواقيت الشروق والغروب في 15 من الشهر) | 09:38 - 15:18 | 08:12 - 16:55 | 06:38 - 18:18 | 05:51 - 20:48 | 04:13 - 22:19 | 03:04 - 23:34   | 03:41 - 23:05   | 05:12 - 21:31 | 06:41 - 19:45 | 08:05 - 18:02 | 08:39 - 15:26 | 09:55 - 14:32 |
| ترومسو (مواقيت الشروق والغروب في 15 من الشهر) | 11:37 - 12:10 | 08:17 - 15:42 | 06:08 - 17:40 | 04:45 - 20:47 | 01:46 - 23:45 | شمس منتصف الليل | شمس منتصف الليل | 03:42 - 21:51 | 05:55 - 19:22 | 07:53 - 17:05 | 09:23 - 13:33 | ليل قطبي      |
| المصدر: «Almanakk for Norge»، جامعة أوسلو، 2011. ملاحظة: التوقيت الصيفي فعال من آخر أحد في مارس إلى آخر أحد في أكتوبر. في ترومسو، تكون الشمس فوق الأفق ابتداء من 15 يناير، لكن تكون مغطاة بالجبال حتى 21 يناير. |               |               |               |               |               |                 |                 |               |               |               |               |               |

تحدث في الجزء الشمالي من النرويج ظاهرة الشفق القطبي، لكن قد يرى من الجزء الجنوبي من البلد أحياناً.

### التوقيت الزمني
يعتمد النرويج توقيت وسط أوروبا نسبة إلى خط عرض 15 شرقاً، ولأنه البلد طويل كفاية، فإن التوقيت الشمسي يختلف كثيراً عن التوقيت الرسمي. ففي فاردو، التوقيت الشمسي متقدم عن التوقيت الرسمي 64 دقيقة، أما في برغن فهو متأخر بـ 39 دقيقة. تربح منطقة فينمارك ساعات صباح أكثر لكن تخسر ساعات المساء، أما فيستلاندت فتخسر ساعات الصباح لكن تربح ساعات المساء باعتماد هذا التوقيت.
بطبق التوقيت الصيفي من آخر يوم أحد من شهر مارس إلى آخر يوم أحد من شهر أكتوبر.

### أمواج البحر
الفرق بين المد والجزر صغير في السواحل الجنوبية لكنه كبير في الشمال، يتراوح بين 0,17 متر في مندال إلى حوالي 0,3 متر في أوسلو وستافانغر، 0,9 متر في برجن، 1,8 متر في تروندهايم، بودو وهامرفست، و2,17 متر في فاسدو.

## المناخ

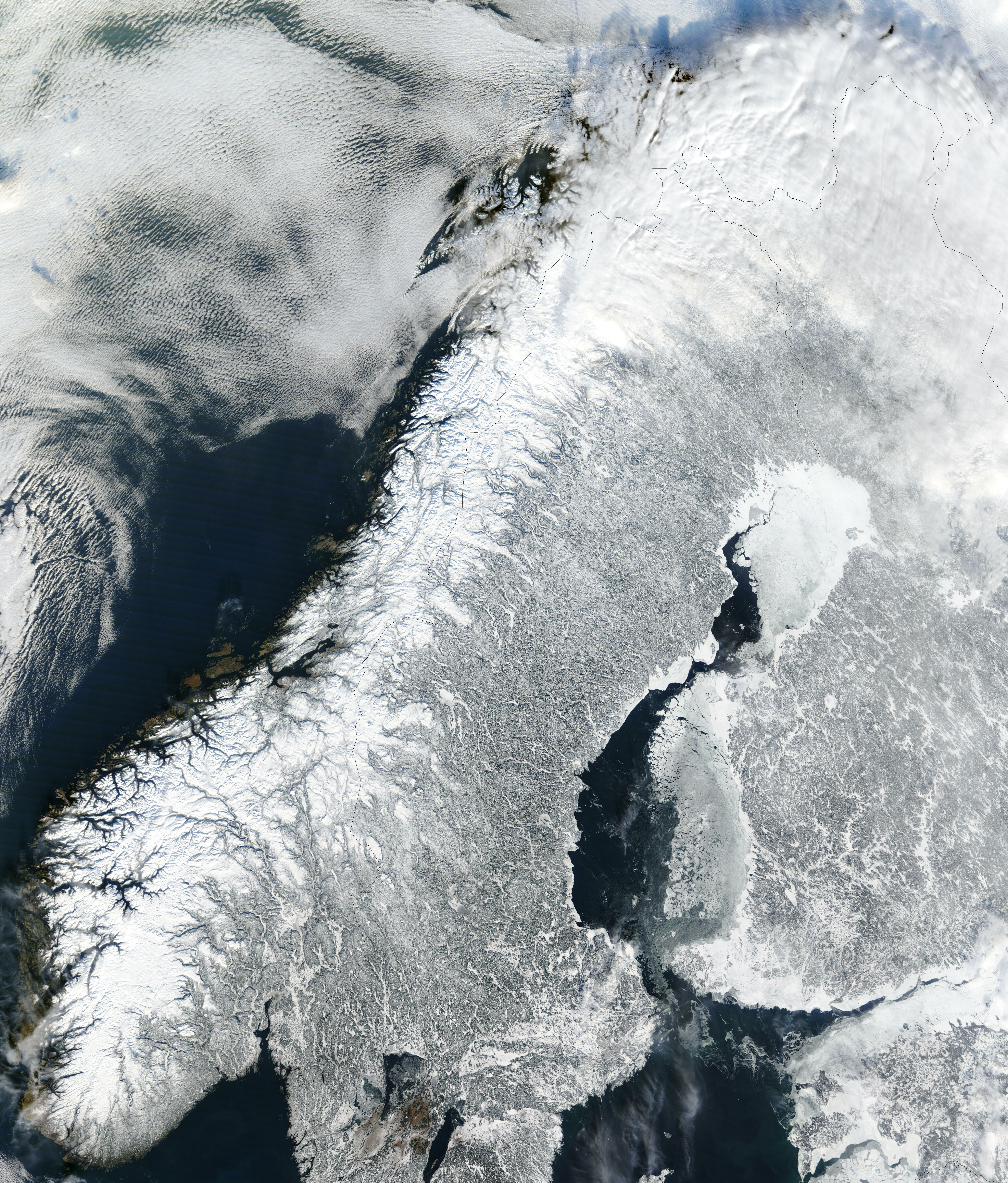
صورة من قمر صناعي للنرويج في الشتاء.

بسبب تيار الخليج والرياح الغربية السائدة تعيش النرويج درجات حرارة مرتفعة نسبياً وهطول الأمطار يفوق ما هو متوقع في مثل هذا الموقع الشمالي وخصوصاً على طول الساحل. يعيش البر الرئيسي للبلاد أربعة فصول متميزة حيث يكون الشتاء بارداً مع انخفاض هطول الأمطار داخلياً. في الجزء الشمالي يكون المناخ قطبياً شمالياً بحرياً ثانوياً، في حين تعيش سفالبارد مناخ التندرا القطبي.

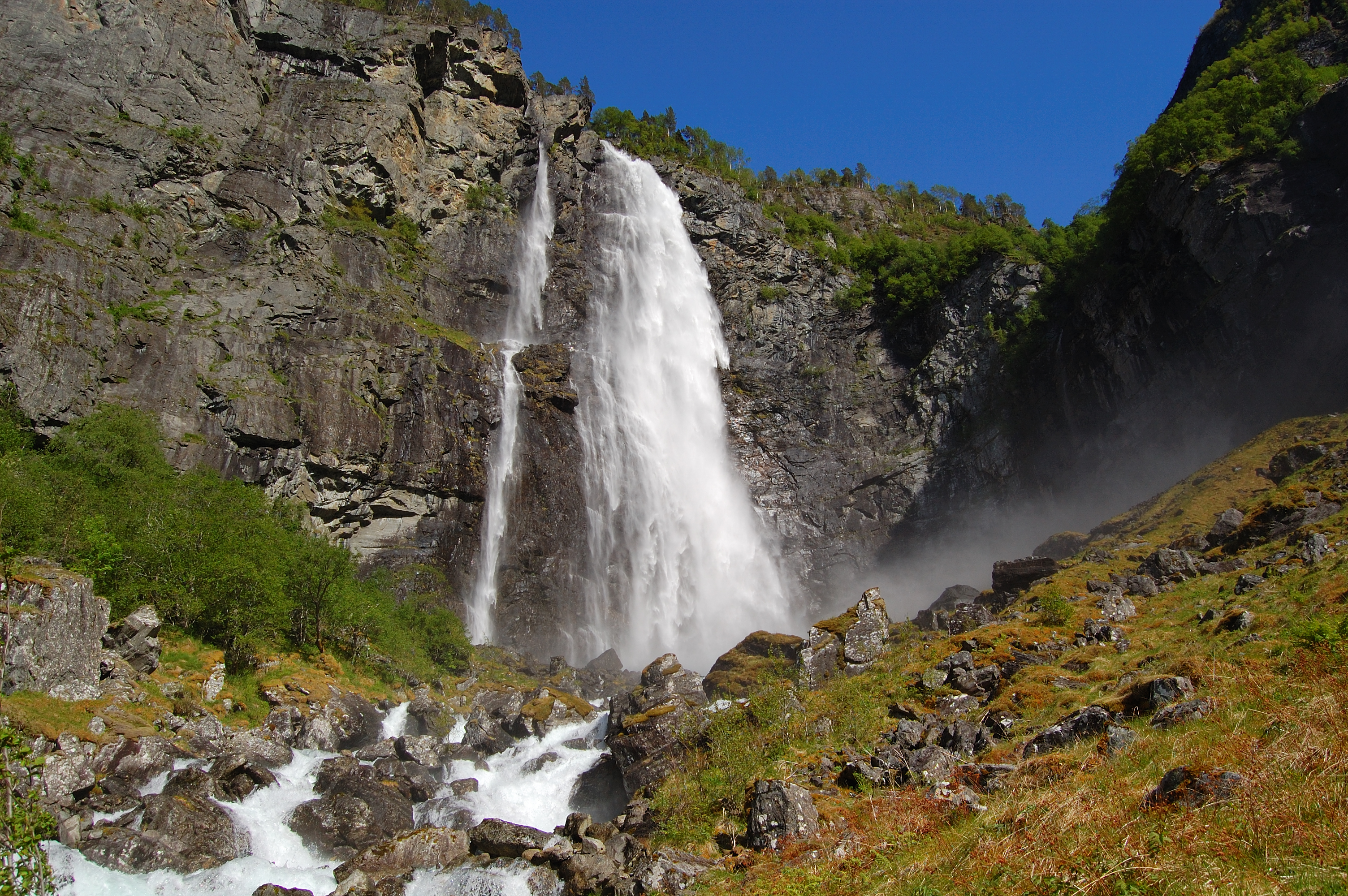
فايجيفوسن في سوغن أوغ فيوردان.

يرتفع معدل هطول الأمطار في الأجزاء الجنوبية والغربية كما يكون شتاؤها أكثر اعتدالاً من الجزء الجنوبي الشرقي. تمتلك الأراضي المنخفضة حول أوسلو صيفاً دافئاً ومشمساً لكن البرد والثلوج تهيمن في فصل الشتاء (خاصة داخلياً). ارتفع متوسط درجات الحرارة خلال العقود الماضية مما خفض من عدد الأيام التي يغطي فيها الثلج المناطق المنخفضة.

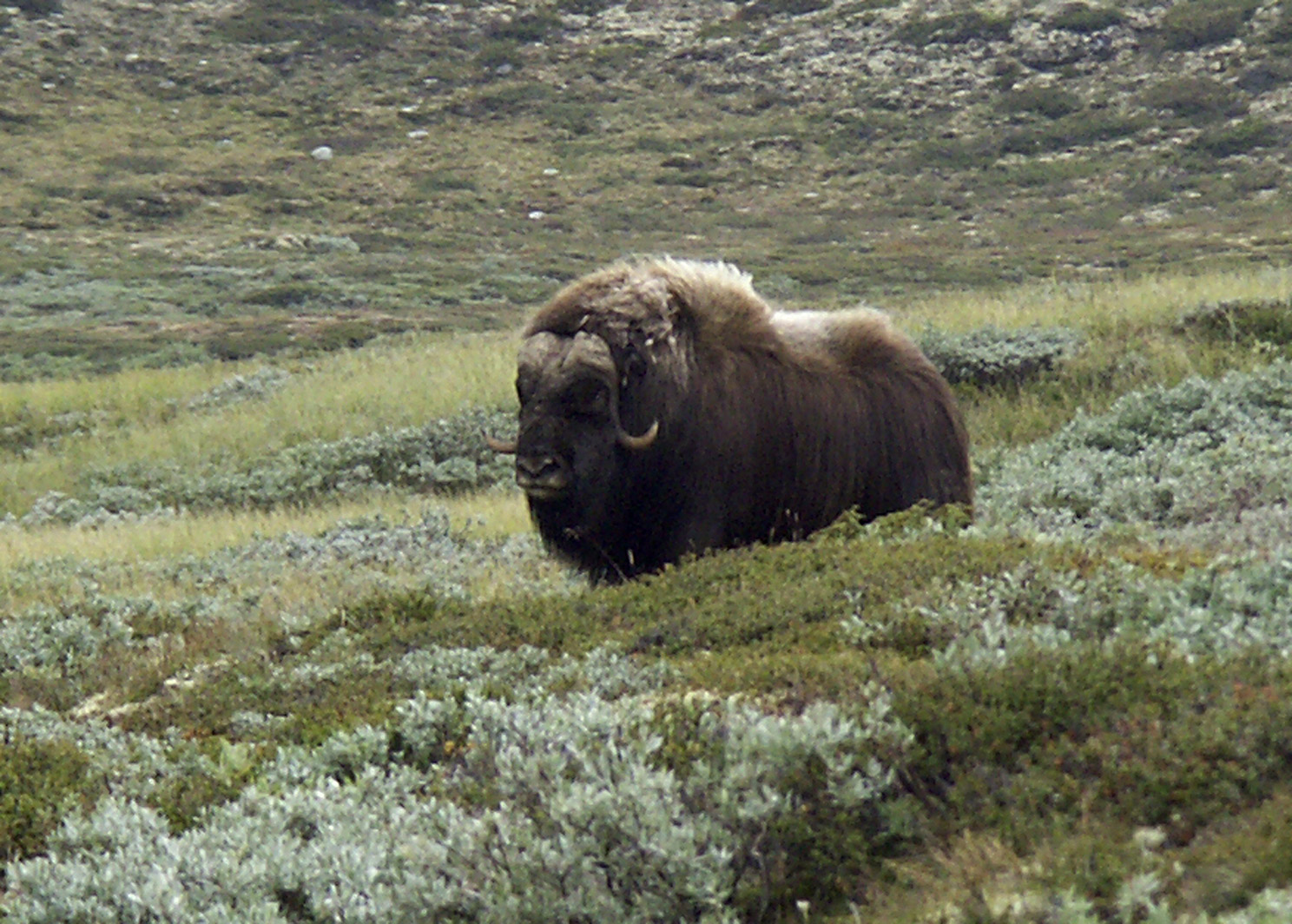
ثور المسك في دوفرفيل.

## الحياة البرية
تمتد النرويج على عدد من خطوط العرض، بالإضافة إلى التنوع الواسع في تضاريس البلاد. كل ذلك جعل من النرويج موئلا للعديد من الكائنات الحية تفوق في تنوعها أغلب الدول الأوروبية. هناك ما يقرب من 60,000 نوع من الكائنات الحية في البر النرويجي والمياه المتاخمة لها (باستثناء البكتيريا والفيروسات). كما يعتبر النظام البيئي البحري على الجرف النرويجي الكبير مثمراً جداً.
يستوطن البلاد ما يقرب من 16,000 نوع من الحشرات (ويقول البعض أن هناك 4,000 نوع آخر أيضاً ينتظر الوصف) و 20,000 نوع من الطحالب و 1800 نوعاً من الأشنيات و 1,050 نوعاً من الحزازيات و 2,800 نوعاً من النباتات الوعائية وما يقرب من 7,000 نوع من الفطريات و 450 نوعاً من الطيور (250 أنواع تعشش في النرويج) و 90 نوعاً من الثدييات و 45 من أسماك المياه العذبة و 150 من أسماك المياه المالحة بالإضافة إلى 1000 نوع من لافقاريات المياه العذبة و 3500 نوع لافقاريات المياه المالحة. وصف العلم ما يقرب من 40,000 من هذه الكائنات، تضم القائمة الحمراء لعام 2006 3886 صنفاً منها.
يدرج 17 نوعاً في هذه القائمة بشكل أساسي بسبب خطر انقراضها عالميًا، مثل القندس الأوروبي حتى وإن لم يكن هذا النوع مهدداً في النرويج بالذات. هناك 430 نوعاً من الفطريات في القائمة الحمراء ويرتبط العديد منها بشكل وثيق مع المناطق الصغيرة المتبقية من الغابات القديمة. هناك أيضاً 90 نوعا من الطيور على اللائحة و 25 نوعاً من الثدييات. يدرج حالياً 1,988 نوع كمهدد بالانقراض أو مهدد بدرجة دنيا وفقاً لتقرير عام 2006؛ ومن هذه الأنواع وُصف 939 نوعًا بأنه مهدد بدرجة دنيا و 734 مهددة بدرجة وسطى، و 285 نوعًا مهدد بدرجة قصوى. من بين هذه الأنواع: الذئب الرمادي والثعلب القطبي (أعداد طبيعية في سفالبارد) وضفدع البرك.

### الحيوانات
أكبر الحيوانات المفترسة في المياه النرويجية هي حيتان العنبر وأكبر الأسماك هي القرش المتشمس. أكبر المفترسات على اليابسة هي الدببة القطبية بينما الدببة البنية هي أكبر الضواري على البر الرئيسي النرويجي، بينما يُعتبر الموظ أكبر الثدييات النروجية بلا منازع.
بسبب تعدد خطوط العرض في النرويج توجد اختلافات موسمية كبيرة في طول اليوم. من أواخر أيار/مايو إلى أواخر يوليو/تموز، لا تغيب الشمس تمامًا تحت الأفق في المناطق الواقعة شمال الدائرة القطبية الشمالية، ومن هنا وصف النرويج بأنها "أرض شمس منتصف الليل"، بينما في بقية البلاد فيكون طول النهار بحدود 20 ساعة في اليوم. في المقابل، من أواخر نوفمبر/تشرين الثاني إلى أواخر يناير/كانون الثاني لا ترتفع الشمس فوق الأفق في الشمال بينما تكون ساعات النهار قصيرة جداً في بقية أنحاء البلاد.

## الطبيعة
يمكن للناظر أن يطالع عددًا من أكثر المناظر الطبيعية الخلاّبة في العالم بالنرويج، حيث يضم الساحل الغربي لجنوب البلاد وسواحل شمالها حالياً بعض المشاهد الساحرة الفريدة عالمياً. صنفت جمعية ناشونال جيوغرافيك الفيوردات النرويجية على أنها مصدر الجذب السياحي الأعلى في العالم. في عام 2008 وضع مؤشر الأداء البيئي النرويج في المركز الثاني بعد سويسرا استنادا إلى الأداء البيئي لسياسات البلاد.
و في النرويج العديد من الشلالات الجميلة التي تم تصنيف أحدها حسب قاعدة بيانات الشلالات العالمية كأحد أجمل الشلالات في العالم وهو شلال لانجفوسن.